# Фигурни кънки
Фигурните кънки са вид кънки за лед, използвани от състезатели по фигурно пързаляне. Кънките включват обувка и острие, което се закрепва с винтове към подметката на обувката. Налични са и евтини комплекти за рекреационни кънкари, но повечето фигуристи закупуват обувки и остриета поотделно и ги монтират при професионален техник.

## История
През 19-ти век са разработени нови форми на кънки за лед, които да позволят още повече контрол и по-безопасно плъзгане. Специфични фигурни кънки са създадени в отговор на нарастването на популярността на фигурното пързаляне през 19 век, което съвпада с началото на формализирани състезания като Световното първенство по фигурно пързаляне. Името „фигурно“ пързаляне произлиза от задължителната част от състезанието, отпаднала през 90-те години на миналия век, изискваща фигуристите да очертават точни фигури на леда, включително перфектни кръгове във формата на осмица. Днес фигурните кънки се произвеждат с изключителна прецизност за използване в състезателни спортове. Остриетата са специално проектирани да включват различни видове зъбци, които позволяват на фигуристите да достигат нови висоти за скокове и завъртания, в зависимост от нивото си.